# Pantera Roz (film din 2006)
Pantera Roz (titlu original: The Pink Panther) este un film american de comedie de mister din 2006 regizat de Shawn Levy, al zecelea film din seria omonimă și primul reboot al seriei, fiind urmat de Pantera Roz 2 (2009). Rolurile principale au fost interpretate de actorii Steve Martin, Kevin Kline și Jean Reno.

## Distribuție
- Steve Martin - Inspector Jacques Clouseau
- Kevin Kline - Chief Inspector Charles Dreyfus
- Jean Reno - Gendarme Gilbert Ponton
- Emily Mortimer - Nicole Durant
- Henry Czerny - Yuri
- Kristin Chenoweth - Cherie
- Roger Rees - Raymond Laroque
- Beyoncé - Xania
- William Abadie - Bizu
- Scott Adkins - Jacquard
- Philip Goodwin - Deputy Chief Renard
- Henri Garcin - President
- Jean Dell - Justice Minister Clochard
- Anna Katarina - Agent Corbeille
- Jason Statham - Yves Gluant (nemenționat)
- Clive Owen - Nigel Boswell/Agent 006 (nemenționat)
- Boris McGiver - Vainqueur (nemenționat)